# James Andrew Clarkson
James Andrew Clarkson (Massachusetts, 1906 – 1970) foi um matemático estadunidense, especialista em teoria dos números.
Obteve um Ph.D. em matemática em 1934 na Universidade Brown, orientado por Clarence Raymond Adams, com a tese On Definitions of Bounded Variation for Functions of Two Variables, On Double Riemann–Stieltjes Integrals.
Foi palestrante convidado do Congresso Internacional de Matemáticos em Zurique (1932).

## Publicações
- James A. Clarkson (1948). «Book Review: The theory of functions of real variables». Bulletin of the American Mathematical Society. 54 (5): 487–490. doi:10.1090/S0002-9904-1948-09003-6
- J. A. Clarkson (1947). «A property of derivatives». Bulletin of the American Mathematical Society. 53 (2): 124–126. doi:10.1090/S0002-9904-1947-08757-7
- J. A. Clarkson; Erdős, P. (1943). «Approximation by polynomials». Duke Mathematical Journal. 10 (1): 5–11. doi:10.1215/S0012-7094-43-01002-6
- C. Raymond Adams; James A. Clarkson (1939). «The Type of Certain Borel Sets in Several Banach Spaces». Transactions of the American Mathematical Society. 45 (2). 322 páginas. JSTOR 1990120. doi:10.2307/1990120
- C. Raymond Adams; James A. Clarkson (1939). «A Correction to "Properties of Functions f(x, y) of Bounded Variation"». Transactions of the American Mathematical Society. 46 (3). 468 páginas. JSTOR 1989935. doi:10.2307/1989935
- C. Raymond Adams; James A. Clarkson (1939). «The type of certain Borel sets in several Banach spaces». Transactions of the American Mathematical Society. 45 (2). 322 páginas. doi:10.1090/S0002-9947-1939-1501994-1
- C. R. Adams; J. A. Clarkson (1939). «A correction to "Properties of functions f(x, y) of bounded variation"» (PDF). Transactions of the American Mathematical Society. 46. 468 páginas. doi:10.1090/S0002-9947-1939-0000283-4. Consultado em 8 de janeiro de 2013
- James A. Clarkson (1936). «Uniformly Convex Spaces». Transactions of the American Mathematical Society. 40 (3): 396–414. JSTOR 1989630. doi:10.2307/1989630
- J. A. Clarkson; W. C. Randels (1936). «Fourier series convergence criteria, as applied to continuous functions». Duke Mathematical Journal. 2 (1): 112–116. doi:10.1215/S0012-7094-36-00210-7
- James A. Clarkson (1936). «Uniformly convex spaces». Transactions of the American Mathematical Society. 40 (3). 396 páginas. doi:10.1090/S0002-9947-1936-1501880-4
- C. Raymond Adams; James A. Clarkson (1934). «Properties of Functions f(x, y) of Bounded Variation». Transactions of the American Mathematical Society. 36 (4). 711 páginas. JSTOR 1989819. doi:10.2307/1989819
- C. R. Adams; J. A. Clarkson (1934). «On convergence in variation». Bulletin of the American Mathematical Society. 40 (6): 413–418. doi:10.1090/S0002-9904-1934-05874-9
- C. Raymond Adams; James A. Clarkson (1934). «Properties of functions f(x, y) of bounded variation». Transactions of the American Mathematical Society. 36 (4). 711 páginas. doi:10.1090/S0002-9947-1934-1501762-6
- James A. Clarkson; C. Raymond Adams (1933). «On Definitions of Bounded Variation for Functions of Two Variables». Transactions of the American Mathematical Society. 35 (4). 824 páginas. JSTOR 1989593. doi:10.2307/1989593
- J. A. Clarkson (1933). «On double Riemann–Stieltjes integrals». Bulletin of the American Mathematical Society. 39 (12): 929–937. doi:10.1090/S0002-9904-1933-05771-3
- J. A. Clarkson (1932). «A sufficient condition for the existence of a double limit». Bulletin of the American Mathematical Society. 38 (6): 391–393. doi:10.1090/S0002-9904-1932-05403-9
- J. A. Clarkson. «The von Neumann–Jordan constant for the Lebesgue space»